# ويليام إيفي (عالم)
ويليام إيفي (بالإنجليزية: William Edward Ivey)‏ هو عالم نيوزيلندي، ولد في 26 أغسطس 1838، وتوفي في 13 أبريل 1892.